# Babooshka (Lied)
Babooshka (russisch: Бабушка: „Großmutter“) ist ein Lied der britischen Musikerin Kate Bush, das im Juni 1980 erschien.

## Entstehung und Veröffentlichung
Das Lied wurde von der Interpretin selbst getextet, komponiert und produziert. Bei der Produktion erhielt Bush Unterstützung durch Jon Kelly. Die Aufnahmen zu Babooshka erfolgten zwischen Januar und Juni 1980, während der Aufnahmesessions für Never for Ever. Zu hören sind, abseits von Bush, Brian Bath (E-Gitarre), ihr Bruder Paddy Bush (Balalaika und Begleitgesang), Stuart Elliott (Schlagzeug, Tamburin), John Giblin (Fretless Bass), Garry Hurst (Begleitgesang), Max Middleton (Fender Rhodes) und Alan Murphy (E-Gitarre).
Die Erstveröffentlichung von Babooshka erfolgte als Single am 27. Juni 1980 bei EMI Electrola. Diese erschien als 7″-Single mit der B-Seite Ran Tan Waltz (Katalognummer: 006-07 321). Am 8. September desselben Jahres erschien das Lied als Teil von Bushs dritten Studioalbum Never for Ever (Katalognummer: 794 / OC 064-07 339), dessen zweite Singleauskopplung es ist.

## Inhalt und Stil
Bush zufolge handelt das Lied von einer Frau, die die Loyalität ihres Partners auf die Probe stellt, indem sie ihm unter dem Pseudonym „Babooshka“ Briefe schreibt. In diesen Briefen gibt sie sich als jüngere Frau aus, da sie fürchtet, dass ihr Mann sie aktuell nicht mehr als jung und schön genug betrachtet. Schließlich arrangiert sie ein Treffen, bei dem sie ihre wahre Identität offenbart und ihre Beziehung an ihr Ende treibt. Die Idee für diese Geschichte kam Bush durch den englischen Folktitel Sovay, in dem sich eine Frau als Räuber verkleidet und ihren Geliebten ausraubt, um zu sehen, ob er ihr seinen Ring, den sie ihm geschenkt hatte, überlassen würde, und somit seine Liebe und Treue zu testen.
Besonders bei dieser Aufnahme waren gesampelte Geräusche von zerbrechenden Glas, die regelmäßig über das Lied hinweg zu hören sind und eines der frühesten Beispiele für die Sampletechnik des Fairlight CMI, das damals gerade erschienen war, in einem Song darstellt.

## Musikvideo
Im Jahr der Singleveröffentlichung erschien auch ein Musikvideo, das unter der Regie von Keith "Keef" MacMillan entstanden ist.

## Kommerzieller Erfolg

### Chartplatzierungen
| ChartsChartplatzierungen     | Höchstplatzierung | Wochen |
| ---------------------------- | ----------------- | ------ |
| Deutschland (GfK)            | 14 (26 Wo.)       | 26     |
| Vereinigtes Königreich (OCC) | 5 (10 Wo.)        | 10     |

| ChartsJahrescharts (1980)    | Platzierung |
| ---------------------------- | ----------- |
| Vereinigtes Königreich (OCC) | 84          |

### Auszeichnungen für Musikverkäufe
| Land/Region                  | Auszeichnungen für Musikverkäufe (Land/Region, Auszeichnung, Verkäufe) | Verkäufe |
| ---------------------------- | ---------------------------------------------------------------------- | -------- |
| Vereinigtes Königreich (BPI) | Gold (Download) · + Silber (Physisch)                                  | 650.000  |
| Insgesamt                    | 1× Silber · 1× Gold ·                                                  | 650.000  |

## Coverversionen
- 1981: Los Valentinos (Album: Valentinos Plays the Million $ellers)[1]
- 2009: Miss Platnum (Album: 	The Sweetest Hangover)[1]